# Ilex lihuaiensis
Ilex lihuaiensis är en järneksväxtart som beskrevs av Theodore `Ted' Robert Dudley. Ilex lihuaiensis ingår i släktet järnekar, och familjen järneksväxter. Inga underarter finns listade i Catalogue of Life.